# Radioamatør
En radioamatør er en person, der har telegrafi, radiofoni eller radioteknik som hobby (jævnfør ordet amatør), det kan være enten som lytteramatør (til tider kaldet dx'ere efter radioforkortelsen DX for distance, da man gerne lytter til fjerne sendere) med en radiomodtager (inkl. fx skanner) eller som både sender- og modtager-amatør enten på privatradiobåndene eller som licenseret radioamatør.
En licenseret radioamatør (omfatter også licenseret kortbølgeamatør) er en person, der har bestået en prøve (kategori A, B eller D), og som derfor har lov til (licens til) at udføre radiotekniske eksperimenter på nogle dertil afsatte radiofrekvenser ved brug af alle former for radiosendere, modtagere og antennetyper.

## Moderne praksis og teknologier
I takt med den teknologiske udvikling har radioamatørverdenen ændret sig markant. Radioamatører anvender i stigende grad digitale kommunikationsformer som DMR, FT8 og D-STAR, der gør det muligt at opnå kontakt med stationer over hele verden med lav effekt og høj effektivitet. Software Defined Radio (SDR) er også blevet udbredt og giver brugerne fleksibilitet samt adgang til avancerede funktioner gennem computerstyret styring og visuel interface.
Internettet spiller en stigende rolle i amatørradio. Protokoller som EchoLink og APRS muliggør kommunikation og sporing over nettet, hvilket udvider rækkevidden - faktisk verdensdækkende og gør det muligt at kombinere klassisk radiokommunikation med moderne netværksteknologi. Kunstig intelligens er også begyndt at spille en rolle i de nyere radioer.
Radioamatørverdenen i dag er således en blanding af tradition og innovation, hvor klassiske modes som ICW og SSB stadig dyrkes side om side med avancerede digitale teknologier og internetbaserede forbindelser. Dette gør hobbyen mere tilgængelig og relevant end nogensinde før – både for nye og erfarne operatører.
Via en velvalgt internet-fjernstyret radiomodtager kan alle lytte til kortbølgeradio (incl. amatørradio) via en web-browser.

## Foreninger og radioamatørklubber i Danmark
I Danmark findes en landsforening der varetager radioamatørernes interesser, der kaldes EDR (Experimenterende Danske Radioamatører).

### Radioklubber i Danmark
Rundt omkring i Danmark findes der lokale radioamatørklubber, hvor medlemmer mødes til foredrag, tekniske aftener og fælles aktiviteter. Disse afdelinger fungerer som sociale og faglige fællesskaber og er ofte tilknyttet landsforeningen EDR (Experimenterende Danske Radioamatører).

## Kaldesignaler

### Licenserede radioamatører
Licenserede radioamatører får efter bestået prøve tildelt et kaldesignal, som sammensættes således:
- et ITU-præfiks bestående af to tegn; højst et ciffer (Danske kaldesignaler som kan anvendes på danske adresser: OZ, og fra 1. marts 2007 også OU, OV, 5P og 5Q[1][9])
- et suffiks bestående af:
  - et ciffer fra 0︀-9  (ofte skrives nul som 0︀ (engelsk en:slashed zero) eller ʘ (engelsk en:dotted zero) for at undgå forveksling med bogstavet o) samt
  - op til fire tegn (cifre eller bogstaver), hvoraf det sidste skal være et bogstav.

Et kaldesignal kan fx være OZ7EDR eller 5Q2J eller OZ50︀MHZ.
Landes mulige radioamatør kaldesignal præfiks er listet her og i disse kilder.

### Lytteramatører
Lytteramatører kan også få et kaldesignal, hvilket fx kan anvendes ved lytterapporter (QSL-kort) af en radiostation eller en licenseret radioamatør.
Kortbølgebåndet
Et sted som udsteder lytteramatørkaldesignaler er hjemmesiden Short Wave Amateur Radio Listening - kort SWARL. En liste over SWARLs lytteramatørkaldesignaler er her.

## Licenserede amatørradiobånd
Følgende frekvensbånd må en licenseret radioamatør i Danmark benytte. For så vidt angår MF og HF, der kan reflekteres af jordens ionosfære, og derfor ofte benyttes til international kommunikation, er frekvenserne koordineret globalt af ITU. Brugen af frekvenserne indenfor de enkelte amatørbånd (båndplan) er ikke reguleret af ITU, men IARU (International Amateur Radio Union) producerer en vejledende båndplan for hver af de tre ITU regioner, og de enkelte landes IARU-tilknyttede organisationer (i Danmark EDR) udarbejder på den baggrund de nationale båndplaner. Man kan søge om at benytte yderligere frekvenser.
Svaret på hvorfor de efterfølgende bånd både kaldes ved deres bølgelængde i meter og frekvens i Hertz skyldes, at radiobølger i radiofoniens barndom før 1920'erne, kalder radiobølger ved deres bølgelængde i meter. Mellem ca. 1923 til 1960 anbefales det at angive radiobølgers frekvens i cycles-per-second (cps). Fra 1960 angives frekvens i Hertz. Som det ses angives båndene i meter og det er omkring år 2000 den mest udbredte benævnelse. Selvom et frekvensbånd benævnes et antal meter, behøver den givne bølgelængde, ikke at være indeholdt i frekvensbåndet (regn fx på 10, 20, 40 meter båndene). Skal man stille ind på en radiostation, angives den ved sin bærebølges frekvens.
| Frekvensområde    | Radioamatørbånd (tildeling via international konference) | Frekvensinterval      | Sendeeffekt (W) | Sendeeffekt (W) | Sendeeffekt (W) |
| Frekvensområde    | Radioamatørbånd (tildeling via international konference) | Frekvensinterval      | Kategori A      | Kategori B      | Kategori D      |
| ----------------- | -------------------------------------------------------- | --------------------- | --------------- | --------------- | --------------- |
| LF (Langbølger)   | 2200 meter (WRC-07)                                      | 135,7 – 137,8 kHz     | 1 ERP           | 1 ERP           | 0               |
| MF (Mellembølger) | 630 meter (WRC-12)                                       | 472 – 479 kHz         | 1 ERP           | 1 ERP           | 0               |
| MF (Mellembølger) | 160 meter (IRC-27)                                       | 1,810 - 1,850 MHz     | 1000            | 100             | 0               |
| MF (Mellembølger) | 160 meter (IRC-27)                                       | 1,850 - 2,000 MHz     | 10              | 10              | 0               |
| HF (Kortbølger)   | 80 meter (IRC-27)                                        | 3,500 - 3,800 MHz     | 1000            | 100             | 0               |
| HF (Kortbølger)   | 60 meter (WRC-15)                                        | 5,250 - 5,450 MHz     | 1000            | 100             | 0               |
| HF (Kortbølger)   | 40 meter (IRC-27)                                        | 7,000 - 7,200 MHz     | 1000            | 100             | 0               |
| HF (Kortbølger)   | 30 meter (WARC-79)                                       | 10,100 - 10,150 MHz   | 1000            | 100             | 0               |
| HF (Kortbølger)   | 20 meter (IRC-27)                                        | 14,000 - 14,350 MHz   | 1000            | 100             | 0               |
| HF (Kortbølger)   | 17 meter (WARC-79)                                       | 18,068 - 18,168 MHz   | 1000            | 100             | 0               |
| HF (Kortbølger)   | 15 meter (IRC-47)                                        | 21,000 - 21,450 MHz   | 1000            | 100             | 0               |
| HF (Kortbølger)   | 12 meter (WARC-79)                                       | 24,890 - 24,990 MHz   | 1000            | 100             | 0               |
| HF (Kortbølger)   | 10 meter (IRC-27)                                        | 28,000 - 29,700 MHz   | 1000            | 100             | 0               |
| VHF               | 6 meter (IRC-47)                                         | 50,000 - 52,000 MHz   | 1000            | 100             | 50              |
| VHF               | 4 meter                                                  | 69,8875 - 70,0625 MHz | 25              | 25              | 25              |
| VHF               | 4 meter                                                  | 70,0875 - 70,5125 MHz | 25              | 25              | 25              |
| VHF               | 2 meter (IRC-47) (DK: 1-5-1948)                          | 144,000 - 146,000 MHz | 1000            | 100             | 50              |
| UHF               | 70 cm (IRC-47) (DK: 15-12-1952)                          | 432,000 - 438,000 MHz | 1000            | 100             | 50              |
| UHF               | 23 cm                                                    | 1,240 - 1,300 GHz     | 250             | 100             | 50              |
| UHF               | 13 cm                                                    | 2,400 - 2,450 GHz     | 250             | 100             | 0               |
| SHF               | 9 cm                                                     | 3,400 - 3,410 GHz     | 250             | 100             | 0               |
| SHF               | 5 cm                                                     | 5,650 - 5,850 GHz     | 250             | 100             | 0               |
| SHF               | 3 cm                                                     | 10,000 - 10,500 GHz   | 250             | 100             | 0               |
| SHF               | 1 cm                                                     | 24,000 - 24,250 GHz   | 250             | 100             | 0               |
| EHF               | 6 mm                                                     | 47,000 - 47,200 GHz   | 250             | 100             | 0               |
| EHF               | 4 mm                                                     | 76,000 - 81,500 GHz   | 250             | 100             | 0               |
| EHF               | 2,5 mm                                                   | 122,250 - 123,000 GHz | 250             | 100             | 0               |
| EHF               | 2 mm                                                     | 134,000 - 141,000 GHz | 250             | 100             | 0               |
| EHF               | 1 mm                                                     | 241,000 - 250,000 GHz | 250             | 100             | 0               |

Man kan møde licenseret radioamatør aktivitet uden for ovenstående bånd, da man i andre ITU-regioner (og lande) kan have allokeret større eller andre frekvensbånd:

## Historisk
Verdens første radioamatør var dansker: Einar Dessau (1892-1988), der i starten af 1900-tallet eksperimenterede med egne konstruktioner. 
Dette på et tidspunkt, hvor Guglielmo Marconi lige havde gennemført sit banebrydende og succesfulde forsøg med transmission af radiosignaler over Atlanten i 1901. I dag er der omkring 3.000.000 radioamatører kloden rundt, hvoraf en promille (3.000) findes i Danmark.
I 1912 pålagde U.S. Congress Radio Act of 1912 på radioamatører, hvilket begrænsede deres virke til frekvenser over 1,5 MHz (bølgelængde 200 meter eller mindre). Myndighederne troede at disse frekvenser var ubrugelige. Radioamatørenes brug af kortbølgebåndet ledte til opdagelsen af kortbølgeudbredelse via ionosfæren i 1923. 1930'erne blev kortbølgeradioens guldalder.